# Francesco Giunta
(Francesco Giunta nel 1950.)
Francesco Giunta (San Piero a Sieve, 21 marzo 1887 – Roma, 8 giugno 1971) è stato un politico italiano, esponente di primo piano del fascismo di confine. Fu segretario nazionale del Partito Nazionale Fascista dal 13 ottobre del 1923 al 23 aprile del 1924.

## Biografia
Discendente di una famiglia altoborghese di origine siciliana, si laureò in giurisprudenza. Allo scoppio della prima guerra mondiale nel 1914 fu un acceso interventista ed entrò a far parte della sezione fiorentina dell'Associazione Nazionalista Italiana. Partecipò al conflitto con il grado di capitano di fanteria, salvo poi essere inquadrato in una compagnia di mitraglieri. Sposò la marchesa Zenaide Del Gallo di Roccagiovine, pronipote di Napoleone Bonaparte. 

### Squadrista antemarcia
Nel primo dopoguerra fu tra i fondatori della sezione fiorentina dell'Associazione Nazionale Combattenti (ANC). All'interno del sodalizio si distinse ben presto per le sue posizioni antidemocratiche, antisocialiste, a favore dell'agraria e del regime della mezzadria. Durante il suo mandato si prodigò per la costituzione di nuove sezioni di ex-combattenti in tutta la Toscana e in Romagna. Al termine del primo congresso nazionale dell'ANC, tenutosi a Roma dal 22-26 giugno 1919, Giunta entrò a far parte del nuovo comitato centrale come rappresentante della Toscana. Fu proprio in quest'occasione che si registrò un primo contatto tra Giunta e i Fasci di combattimento, il cui capo, Benito Mussolini, si trovava nella capitale proprio negli stessi giorni.
Nell'estate 1919, nel corso della proteste a Firenze contro il caroviveri (Bocci-Bocci), Giunta si distinse nuovamente per iniziative di stampo eversivo e demagogico che gli causarono dure critiche dai vertici nazionali dell'ANC. In seguito a ciò, dette le dimissioni da tutti gli incarichi. Nelle settimane successive Giunta organizzò in chiave antisocialista una serie di squadre di ex-combattenti e arditi chiamate Alleanza di difesa cittadina, primo nucleo del futuro squadrismo fiorentino. In occasione del primo congresso dei Fasci di combattimento, tenutosi a Firenze dal 9 ottobre 1919, fu Giunta in persona a portare l'adesione degli ex-combattenti fiorentini al movimento fascista. 
Nel gennaio 1920 fu inviato a Trieste, dove venne ammesso subito nel comitato centrale del locale fascio di combattimento.  All'interno del fascismo triestino Giunta fu protagonista di una rapidissima ascesa che lo portò, già nel maggio dello stesso anno, ad esserne nominato segretario politico, incarico che ricoprirà sino alla marcia su Roma. Come giornalista, fu direttore del periodico fascista Popolo di Trieste dal 1920 al 1923.

#### Incendio del Narodni dom
Il 13 luglio 1920, a Trieste, il Fascio Triestino di Combattimento convocò una manifestazione in Piazza dell'Unità, invitando la popolazione a « [...] reagire contro i fatti di Spalato». Durante il comizio di Giunta, venne accoltellato, in circostanze mai chiarite, il diciassettenne cuoco del vicino albergo Bonavia. Appena si sparse la notizia della morte del cuoco, qualcuno dal palco annunciò che un "ex combattente" era stato accoltellato da uno slavo: tre squadre di Camicie nere, armate di taniche di benzina, si diressero verso il Narodni Dom, sede delle principali associazioni politiche, culturali ed economiche slovene e croate di Trieste. Durante il tragitto, i manifestanti devastarono diversi negozi gestiti da sloveni, alcune sedi di organizzazioni slave e socialiste, la sede del consolato jugoslavo di via Mazzini e gli studi di diversi professionisti, tra cui quello dell'avvocato Josip Vilfan, uno dei principali leader politici sloveni di Trieste. Quando i manifestanti giunsero davanti al Narodni Dom, circondato da alcune centinaia di militari dell'esercito, dal secondo piano vennero gettate due bombe a mano. Ci furono alcuni feriti, tra cui il tenente in licenza Luigi Casciana, che morì la settimana successiva. I militari a quel punto cominciarono a sparare verso l'edificio, lasciando via libera agli squadristi, che penetrarono nell'edificio e appiccarono il fuoco. La ricostruzione della dinamica della sparatoria tuttavia è tuttora controversa. Per sfuggire alle fiamme, il farmacista lubianese Hugo Roblek, ospite dell'Hotel Balkan (una delle strutture ospitate all'interno dell'edificio), si gettò da una finestra e perse la vita.
Renzo De Felice definì l'incendio del Balkan « [...] il vero battesimo dello squadrismo organizzato».
Il 14 ottobre 1920 Giunta guidò l'assalto e l'incendio della redazione del quotidiano comunista triestino Il Lavoratore.

#### Fine dell'avventura fiumana
All'indomani del Natale di Sangue, al 1º congresso regionale dei fasci di combattimento giuliani fu accusato di aver tradito la causa fiumana, per aver convenuto un arresto troppo puntuale e di lusso che, però, lo aveva tenuto lontano dal campo dell’onore. Alla fine s’era chiarito che lo champagne bevuto durante la custodia nella notte del Natale di sangue era stato offerto al dirigente toscano dalle autorità e perciò fu dovuto accettare. 
L'anno successivo, durante il comizio inaugurale della sua campagna elettorale per le elezioni politiche, Giunta si espresse in questi termini: «Per me il programma (elettorale) comincia con l'incendio del Balkan».

### Segretario del PNF e altre cariche
Il suo operato a Fiume convinse Mussolini ad affidargli le ultime grandi operazioni squadristiche, come l'occupazioni delle città di Trento e Bolzano, avvenute nel settembre 1922. Durante la marcia su Roma Giunta rimase a Trieste dove, alla testa degli squadristi giuliani e friulani, occupò i punti strategici della città prendendone di fatto il controllo.
Nelle elezioni politiche del 1921 fu uno dei primi deputati del PNF eletti alla Camera. Fu deputato dal 1921 al 1939 e vice presidente della Camera negli anni venti. Fu quindi chiamato a far parte del gran consiglio del fascismo in veste di segretario, incarico che ricoprirà sino al 1928. Il 15 ottobre 1923 fu poi nominato fu segretario del PNF. Occuperà questa carica solamente sino al 23 aprile 1924. La carriera di Giunta subirà un primo, brusco, arresto durante le indagini del delitto Matteotti. Lo squadrista fiorentino infatti venne indagato poiché chiamato in causa in uno dei memoriali di Cesare Rossi. Rossi attribuì a Giunta anche il mandato della bastonatura del fascista dissidente Cesare Forni. Nel corso fu indicato da più testimoni come membro di spicco della Ceka, la spietata squadra di sicari fascisti responsabile di violenze e omicidi contro gli antifascisti nel biennio 1923-1924. In conseguenza a tutto ciò Giunta venne temporaneamente messo da parte dai vertici nazionali del fascismo.
Il suo nome tornò alla ribalta nazionale il 21 dicembre 1927, quando fu nominato Sottosegretario alla Presidenza del Consiglio; in tale veste, nel 1929, fu uno degli autori del Concordato fra lo Stato Italiano e la Chiesa. Ricoprì l'incarico sino al 20 luglio 1932. Allontanato da nuovi incarichi politici in virtù del suo passato troppo ingombrante, fu in ogni caso ricompensato con l'assegnazione di rilevanti cariche di rappresentanza in diversi organismi economici e finanziari, come nel settembre 1932, quando fu nominato presidente dei Cantieri Riuniti dell'Adriatico. Nel corso degli anni trenta, seppur ai margini della politica nazionale, Giunta continuò ad essere de facto il vertice del fascismo triestino, contrastando, anche con metodi violenti, qualsiasi tipo di scalata, come quella tentata dalla fazione di Giuseppe Cobolli Gigli, che avrebbe potuto compromettere la sua posizione. Fu comunque riconfermato alla Camera nel 1934. Dal 1939 fu consigliere nazionale della Camera dei Fasci e delle Corporazioni.

### Giunta e il cinema
Si occupò anche di cinematografia quando nella seconda metà degli anni trenta il regime volle rilanciare la produzione italiana. Nel 1936 la "Roma Film" da lui fondata e diretta riscosse un grande successo con Lo squadrone bianco, pellicola celebrativa del colonialismo, che vinse la coppa Mussolini quale miglior film italiano presentato alla Mostra del cinema di Venezia. Minore fortuna ebbe nel 1939 Terra di nessuno, pellicola tratta da due novelle pirandelliane.

### Il rapporto con la Germania nazista
Sin dai primi anni venti Giunta mostrò un'aperta ostilità alla politica estera italiana, filo-inglese e francese, proseguita anche dal Segretario generale del Ministero degli Affari Esteri governo Mussolini Salvatore Contarini. Le sue posizioni, spiccatamente anglofobe e antialleate, gli valsero nel 1925 gli ammonimenti di Mussolini in persona che le qualificò come "frondiste".
Con il passare degli anni Giunta continuò a sostenere la necessità di una nuova politica estera, più aggressiva e revisionisitica nei confronti del trattato di Versailles che consentisse all'Italia, di smarcarsi dalla tutela anglo-francese. Guardò quindi con favore l'ascesa di Hitler in Germania e la esternò pubblicamente a Mussolini in un memoriale redatto dopo la morte del cancelliere austriaco Engelbert Dollfuß, stretto alleato del dittatore italiano, ucciso durante un fallito putsch nazista a Vienna nel luglio 1934. In questo testo Giunta sosteneva la necessità di un avvicinamento tra nazismo e fascismo, dei sicuri vantaggi che ne avrebbe tratto l'Italia e degli inevitabili contrasti d'interesse con Regno Unito e Francia.
Negli anni a seguire Giunta non dubitò mai sull'alleanza nazi-fascista, diventandone un fervente sostenitore.

### Governatore della Dalmazia
L'11 febbraio 1943 venne nominato Governatore della Dalmazia in sostituzione di Giuseppe Bastianini, nel periodo in cui si inasprì la guerra partigiana in Jugoslavia e la conseguente repressione italiana.

### Ruolo nella RSI
Dopo l'armistizio, aderì alla Repubblica Sociale Italiana con incarichi nell'Ufficio Propaganda.

### Il secondo dopoguerra
Catturato dagli Alleati fu rinchiuso nel campo di concentramento di Coltano, da dove fu poi liberato nel novembre 1945 per essere consegnato all'Alto Commissariato per le sanzioni contro i reati fascisti. Nuovamente processato per il delitto Matteotti, fu assolto anche in questo secondo procedimento. In seguito Giunta si ritirò a vita privata.
Al termine della seconda guerra mondiale la Repubblica Socialista Federale di Jugoslavia lo accusò di essere un criminale di guerra e, tramite la Commissione alleata (in data 24 gennaio e 14 ottobre 1946), ne richiese invano all'Italia l'estradizione.
Nel 1952 il figlio, Alessandro Giunta, ha sposato la nipote di Mussolini, Raimonda Ciano di Cortellazzo, figlia di Galeazzo Ciano e di Edda Mussolini.

## Fonti
- GIUNTA, Francesco, in Dizionario Biografico degli Italiani - Volume 57 (2001)